# Paul Patrick Schwarzacher-Joyce
Paul Patrick Schwarzacher-Joyce (ur. 5 lipca 1972 w Londynie) – irlandzki narciarz alpejski, uczestnik trzech mistrzostwa świata i dwóch igrzysk olimpijskich.

## Kariera
Paul Patrick Schwarzacher-Joyce urodził się w 1972 w Londynie jako syn Austriaka i Irlandki. Dorastał w St. Anton, gdzie nauczył się jeździć na nartach i żyje dziś.

### Wczensna kariera i występy w Pucharze Świata
W Pucharze świata zadebiutował w 1997 roku, startował prawie wyłącznie w dyscyplinach prędkości zjeździe i super-G. Opanował wiele klasycznych tras Pucharu Świata, takich jak Saslong w Val Gardena, w Lauberhorn lub Streif w Kitzbühel. Jego najlepszy wynik w 1999 roku osiągnął 15. miejsce w Kombinacji w Kitzbühel na trasie Hahnenkamm w Pucharze Świata.

### Występy na Mistrzostwach Świata
Na mistrzostwach świata w narciarstwie alpejskim w 1997 Schwarzacher-Joyce startował we wszystkich pięciu dyscyplinach. Dwa lata później na Mistrzostwach Świata w Vail, skupił się na zjeździe i super-G, jak również w kombinacji. Na MŚ w St Anton (2001) wystartował tylko w slalomie gigancie.

### Występy na Igrzyskach Olimpijskich
Patrick Paul Schwarzacher-Joyce reprezentował Irlandię na Zimowych Igrzyskach Olimpijskich w 1998 roku w Nagano i 2002 w Salt Lake City. W Nagano rywalizację ukończył na pozycjach 27 i 15. W Salt Lake City Schwarzacher-Joyce zaliczył gorszy występ niż w roku 1998. Po Igrzyskach Olimpijskich, zakończył międzynarodową karierę narciarskiej.

### Koniec kariery
Na poczet przyszłej kariery Schwarzacher-Joyce ukończył studia na kierunku nauki sportowe z dyplomem magistra. W latach 2002–2003 pracował jako instruktor narciarski w Liechtensteinie, a następnie rozpoczął pracę jako trener fitness w austriackiej federacji narciarskiej. W 2008 roku został dyrektorem technicznym zespołu Austriackiego, męskiego Pucharu Świata. Schwarzacher-Joyce nadal jest aktywny jako narciarz. W 2011 Zdobył po raz dziewiąty wygrał zjazd „White Noise” z Valluga do St. Anton.